# Palais Lazansky
Ne doit pas être confondu avec Palais Lažansky (Karmelitská).
Le palais Lazansky (en tchèque, Lažanských palac) est un palais néo-Renaissance construit en 1861-1863. Il est situé à Prague 1, dans la Vieille Ville, en face du théâtre national. Le célèbre Café Slavia est situé au rez-de-chaussée du palais, qui abrite également l'Académie du Film de Prague. Le palais est protégé en tant que monument culturel.  

## Histoire

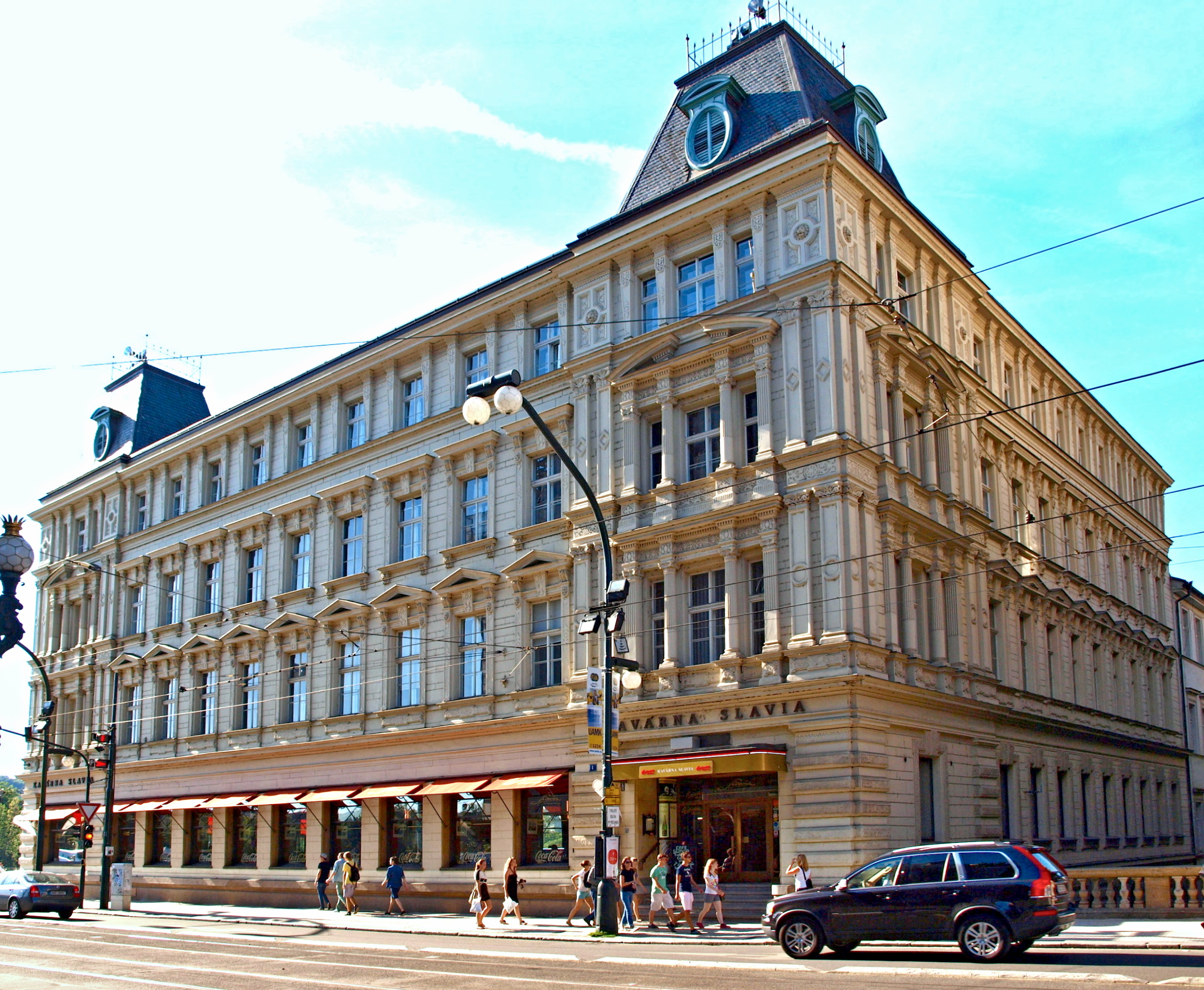
Palais Lazansky, au rez-de-chaussée le Café Slavia (photo vue du Théâtre national)

Il s'agit d'une résidence aristocratique édifiée pour le Comte Prokop Lažanský dans les années 1861 à 1863, conçu par Vojtěch Ignác Ulman. 
Au XIXe siècle le célèbre compositeur tchèque Bedřich Smetana y a vécu. En 1881, au rez-de-chaussée du palais, l'entrepreneur Václav Zoufalý a créé un café, connu sous le nom de café Velka Slavie, devenu plus tard le café Slavia, qui est toujours situé ici. En 1907, le porche avec auvent Art Nouveau a été ajouté. 
Dans les années 1989 à 1997, le Café Slavia était fermé. Depuis lors, il a de nouveau rouvert ses portes.

## Bâtiments environnants
- Galerie Hollar
- Le bâtiment de l'Académie des sciences
- Théâtre national

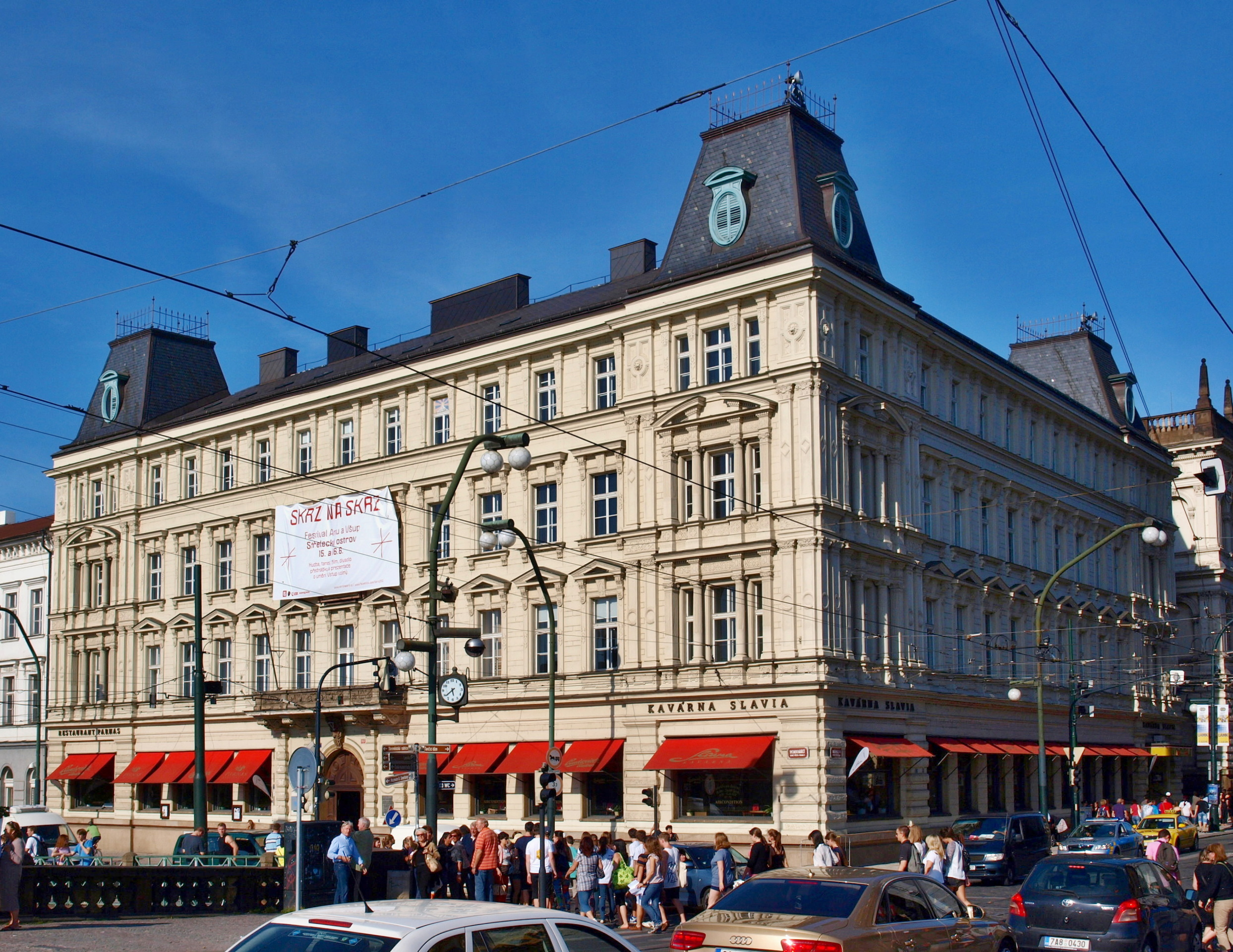
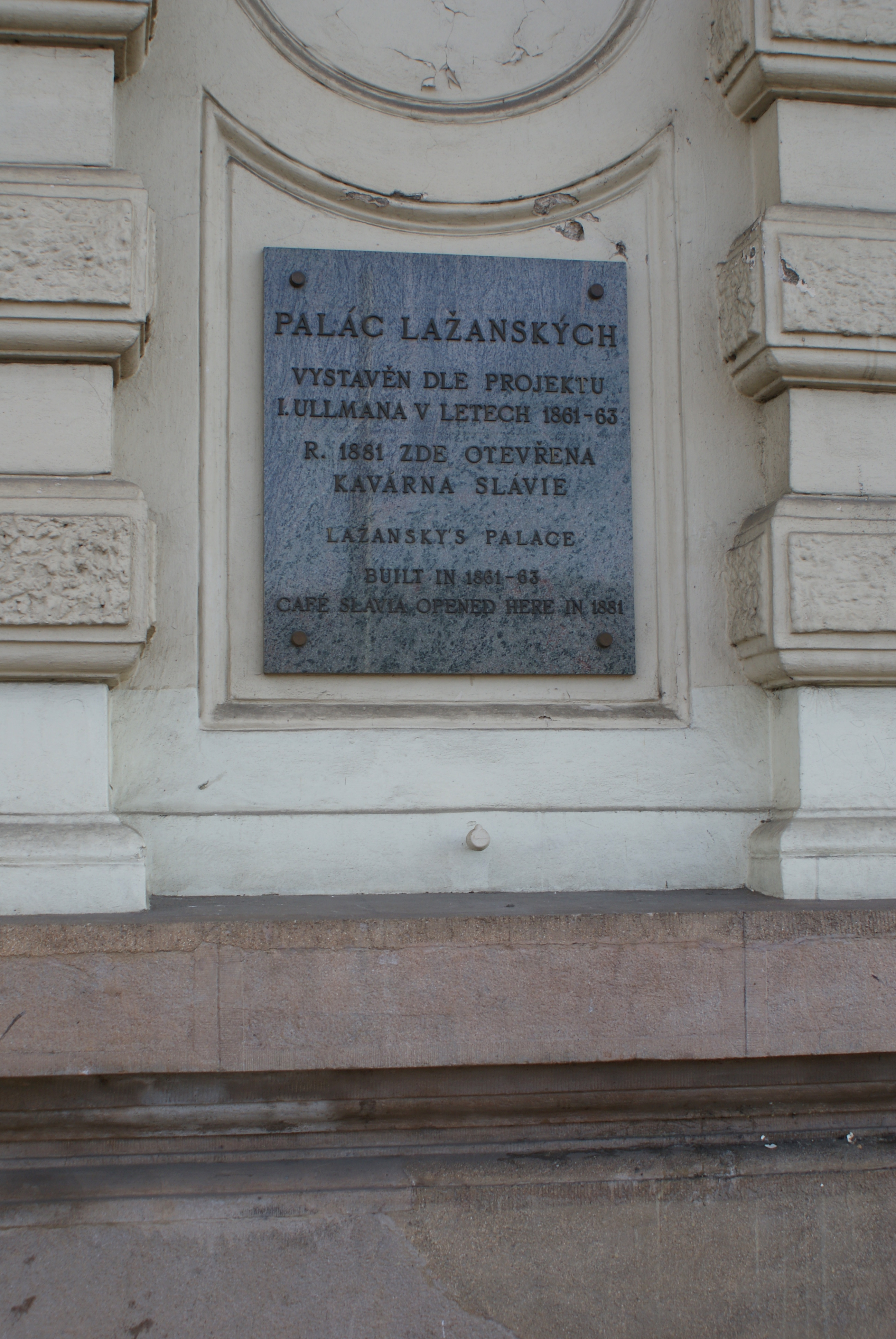
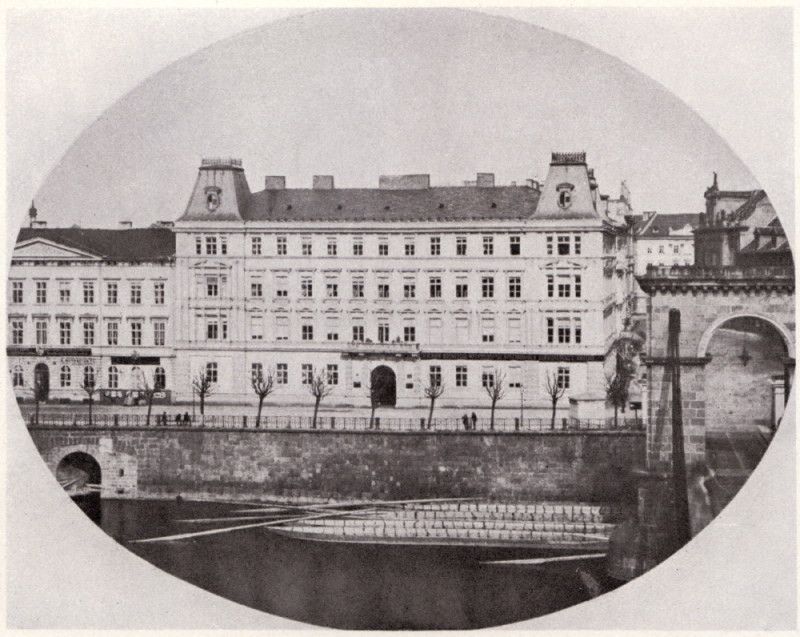
Le Palais Lazansky, photo de Wilhelm Rupp, v. 1865